# Astragalus deterior
Astragalus deterior es una especie de planta del género Astragalus, de la familia de las leguminosas, orden Fabales.

## Distribución
Astragalus deterior se distribuye por Estados Unidos (Colorado).

## Taxonomía
Fue descrita científicamente por (Barneby) Barneby. Fue publicada en Leaflets of Western Botany 7: 35 (1953).
Sinonimia
- Astragalus naturitensis deterior Barneby